# Dustin Nguyễn
Nguyễn Xuân Trí (sinh ngày 17 tháng 9 năm 1962), thường được biết đến với nghệ danh Dustin Nguyễn, là một nam diễn viên kiêm nhà làm phim người Mỹ gốc Việt. Anh nổi tiếng qua vai diễn Sỹ trong bộ phim Dòng máu anh hùng (2007).

## Tiểu sử và sự nghiệp
Mẹ của Dustin Nguyễn là nữ tài tử và diễn viên múa Mỹ Lệ, cha anh là danh hài Xuân Phát nổi tiếng trên sân khấu Sài Gòn trước năm 1975. Tháng 4 năm 1975, gia đình anh rời Việt Nam sau khi chính quyền Việt Nam Cộng hòa thất thủ.
Gia đình anh đến đảo Guam, sau đó chuyển đến trại tị nạn ở Doanh trại Chaffee. Sau cùng nhờ sự giúp đỡ của một nhà thờ Giám Lý họ di chuyển đến Kirkwood, Missouri, ngoại ô của St. Louis. Sau khi Dustin tốt nghiệp trung học, anh chuyển đến Miền Nam California và theo học tại Đại học Orange Coast. Dustin ước mơ sẽ trở thành đạo diễn; tuy nhiên, tình cờ anh có quen một người bạn tại Đại học Orange Coast vốn là diễn viên Hollywood và qua người bạn này, anh có cơ hội bén duyên với điện ảnh Hoa Kỳ khi được mời nhận một vai trong loạt phim truyền hình Magnum P.I. vào năm 1985. Hơn 25 năm gắn bó với điện ảnh Mỹ, là một trong những diễn viên gốc Việt hiếm hoi còn đứng vững trên thị trường điện ảnh quốc tế, đến nay anh đã có trên 30 vai diễn lớn nhỏ. Vai diễn mà Dustin tâm đắc nhất là vai Jonny trong phim Little Fish; vai này đã đánh dấu tên tuổi của anh với điện ảnh thế giới bên cạnh nữ diễn viên từng đoạt giải Oscar Cate Blanchett.
Vai Sỹ phản diện trong Dòng máu anh hùng (2007) đã đánh dấu lần trở về Việt Nam đầu tiên của anh sau 32 năm xa quê hương.
Với dự án phim Lửa Phật (phát hành năm 2013), Dustin có cơ hội thi thố tài năng trong vai trò biên kịch và đạo diễn. Lửa Phật là một bộ phim hành động dựa trên một câu chuyện không có thật; Dustin thực hiện với sự hợp tác của Jimmy Phạm Nghiêm (nhà sản xuất phim Dòng máu anh hùng), Hãng phim Chánh Phương và Johnny Trí Nguyễn.

## Đời tư
Dustin và vợ cũ của anh (cựu người mẫu, diễn viên Angela Rockwood-Nguyễn) còn hoạt động tích cực trong Trung tâm Nguồn nhân lực khuyết tật Christopher và Dana Reeve (The Christopher and Dana Reeve Paralysis Resource Center) như những nhà từ thiện từ sau tai nạn xe hơi đã làm Angela bị liệt hai chân vào tháng 9 năm 2001. Ngoài ra, vợ chồng anh còn tham gia hoạt động kinh doanh, họ sở hữu mặt hàng nữ trang bạc nhãn hiệu Imperial Rose Collections ở Hoa Kỳ và Nhật Bản.
Dustin Nguyễn và Angela Rockwood-Nguyễn gặp gỡ và yêu nhau từ năm 1998, họ lên kế hoạch cưới nhau vào năm 2001, nhưng chẳng may tai nạn xe hơi làm Angela bị liệt hai chân trước khi cưới và cô phải ngồi xe lăn suốt quãng đời còn lại (người đi cùng cô khi tai nạn là diễn viên Thùy Trang đã tử vong). Dustin vẫn cưới và tận tụy chăm sóc cô. Đến năm 2012, tức là sau hơn 10 năm gắn bó với nhau, hai vợ chồng Dustin ly hôn do không có con. Chia tay Angela, Dustin tái hôn với người mẫu Bebe Phạm và sinh một đứa con gái. Đến nay, cả hai đã có với nhau bốn người con.

## Danh sách phim

### Phim điện ảnh
| Năm  | Tựa phim                      | Vai diễn                             | Ghi chú                             | Nguồn       |
| ---- | ----------------------------- | ------------------------------------ | ----------------------------------- | ----------- |
| 1985 | Sunset Strip                  | Chinese Youth                        |                                     |             |
| 1992 | Rapid Fire                    | Paul Yang                            |                                     |             |
| 1993 | Heaven & Earth                | Sau                                  |                                     |             |
| 1993 | No Escape No Return           | Tommy Cuff                           |                                     |             |
| 1994 | 3 Ninjas Kick Back            | Glam                                 |                                     |             |
| 1995 | The Doom Generation           | Quickiemart Clerk                    |                                     |             |
| 1995 | Virtuosity                    | Suburban Reporter                    |                                     |             |
| 1998 | Hundred Percent               | Isaac                                |                                     |             |
| 2005 | Little Fish                   | Jonny                                |                                     | [ 3 ] [ 4 ] |
| 2007 | Finishing the Game            | Troy Poon                            |                                     |             |
| 2007 | Dòng máu anh hùng             | Sỹ                                   |                                     | [ 5 ]       |
| 2007 | Sài Gòn nhật thực             | Kim                                  |                                     | [ 6 ]       |
| 2009 | Huyền thoại bất tử            | Long                                 |                                     | [ 7 ]       |
| 2010 | Để Mai tính                   | Dũng                                 | Biên kịch và nhà sản xuất           | [ 8 ]       |
| 2010 | Cánh đồng bất tận             | Ông Út Võ                            |                                     | [ 9 ]       |
| 2011 | Giữa hai thế giới             | Anh chủ thầu xây dựng                |                                     | [ 10 ]      |
| 2011 | Long Ruồi                     |                                      | Nhà sản xuất                        | [ 11 ]      |
| 2012 | Truy sát                      | Johnny                               | Phim Thái Lan                       | [ 12 ]      |
| 2013 | Lửa Phật                      | Đạo                                  | Đạo diễn, biên kịch và nhà sản xuất | [ 13 ]      |
| 2013 | Game of Assassins             | Jin-Soo                              |                                     | [ 14 ]      |
| 2014 | 22 Jump Street                | Vietnamese Jesus / Harry Truman Ioki | Cameo                               | [ 15 ]      |
| 2015 | Trúng Số                      | Tư Nghĩa bán ve chai                 | Đạo diễn                            | [ 16 ]      |
| 2015 | Dịu Dàng                      | Thiện                                |                                     | [ 17 ]      |
| 2015 | The Man with the Iron Fists 2 | Li Kung                              |                                     | [ 18 ]      |
| 2015 | Zero Tolerance                | Johnny                               |                                     | [ 19 ]      |
| 2016 | Bao giờ có yêu nhau           |                                      | Đạo diễn                            | [ 20 ]      |
| 2017 | Linh duyên                    | Hùng                                 |                                     | [ 21 ]      |
| 2018 | 798Mười                       | Mười Mù                              | Đạo diễn                            | [ 22 ]      |
| 2022 | Blade of the 47 Ronin         | Lord Nikko                           |                                     | [ 23 ]      |
| 2023 | The Accidental Getaway Driver | Tây                                  |                                     | [ 24 ]      |

### Phim truyền hình
| Năm           | Tựa phim                      | Vai diễn                  | Ghi chú                | Nguồn         |
| ------------- | ----------------------------- | ------------------------- | ---------------------- | ------------- |
| 1963          | General Hospital              | Suki                      |                        |               |
| 1985          | Magnum, P.I.                  | Joe                       | 2 tập                  |               |
| 1986          | The A-Team                    | Bobby                     | 1 tập                  |               |
| 1987          | Shell Game                    | Doug                      | 1 tập                  |               |
| 1989          | Danger Bay                    | Duk Chin                  | 1 tập                  |               |
| 1987–1990     | 21 Jump Street                | Sĩ quan Harry Truman Ioki | 82 tập                 |               |
| 1991          | Earth Angel                   | Peter                     | Phim dài               |               |
| 1992          | The Commish                   | Robert Hue                | 1 tập                  |               |
| 1992          | Street Justice                |                           | 1 tập                  |               |
| 1993          | Murder, She Wrote             | David Kuan                | 1 tập                  |               |
| 1992–1993     | Highlander                    | Jimmy Sang, Chu Lin       | 2 tập                  |               |
| 1994          | SeaQuest 2032                 | Chief William Shan        | 4 tập                  |               |
| 1994          | Vanishing Son II              | Hung                      | Phim dài               |               |
| 1994          | Vanishing Son IV              | Hung                      | Phim dài               |               |
| 1995          | Vanishing Son                 | Hung                      | 1 tập                  |               |
| 1994–1995     | Phantom 2040                  | Tranh (Lồng tiếng)        | 5 tập                  |               |
| 1995          | VR.5                          | Ky Buchanan               | 1 tập                  |               |
| 1995          | Kung Fu: The Legend Continues | Lo Gee                    | 1 tập                  |               |
| 1997          | Die Gang                      | Marc Wiessner             | 13 tập                 |               |
| 1999–2002     | V.I.P.                        | Johnny Loh                | 62 tập                 |               |
| 2003          | JAG                           | Lt. Bao Hien              | 1 tập                  |               |
| 2003          | The Break                     |                           | Phim dài               |               |
| 2009          | The Unit                      | Transit Officer           | 1 tập                  |               |
| 2018          | This Is Us                    | Bao                       | 1 tập                  |               |
| 2021          | NCIS: Hawai'i                 | Sunny Oania               | 1 tập                  |               |
| 2022          | Blood & Treasure              | Ringmaster                | 1 tập                  |               |
| 2019–hiện tại | Warrior                       | Zing                      | 14 tập, đạo diễn 3 tập | [ 25 ] [ 26 ] |
| TBA           | Sinking Spring                | Ho Dinh                   |                        |               |

## Giải thưởng
| Tổ chức                                  | Năm  | Tên giải thưởng                                         | Phim               |
| ---------------------------------------- | ---- | ------------------------------------------------------- | ------------------ |
| Hội Điện ảnh Việt Nam                    | 2008 | Giải Cánh diều vàng - Nam diễn viên chính xuất sắc nhất | Huyền thoại bất tử |
| Đại hội điện ảnh Việt Nam quốc tế (ViFF) | 2011 | Nam diễn viên xuất sắc                                  | Cánh đồng bất tận  |